# T&D Holdings
T&D Holdings, Inc. est une entreprise japonaise d'assurances qui fait partie de l'indice TOPIX 100.

## Historique
Le groupe trouve ses racines dans la création de la Nagoya Life Insurance Co. (qui deviendra Taiyo Life) en mai 1893 et de la Daido Life Insurance Company en juillet 1902. En 1999, Taiyo et Daido forment une alliance sous le nom T&D. Les deux entreprises se retirent de la bourse de Tokyo en mars 2004, et T&D Holdings, Inc. fait son entrée sur la place boursière le mois suivant.
En juin 2020, T&D Holdings et le Carlyle Group reprennent 76% du groupe Fortitude à AIG.

## Description
T&D Holdings regroupe les entreprises Taiyo Life, Daido life, T&D Financial Life, T&D Asset Management, Pet & Family Insurance et T&D United Capital.